# Йохан II фон Дипхолц
Йохан II фон Дипхолц (на немски: Johann II von Diepholz; * пр. 1356; † 20 ноември 1422) е господар на Дипхолц.

## Произход
Той е син на граф Конрад VI фон Дипхолц († 1379) и втората му съпруга графиня Армгард фон Валдек († ок. 1370/1384), дъщеря на граф Хайнрих IV фон Валдек († 1344) и Аделхайд фон Клеве († сл. 1337).

## Фамилия
Йохан II фон Дипхолц се жени за графиня Кунигунда фон Олденбург-Олденбург, дъщеря на граф Конрад II фон Олденбург († 1401/1402) и Кунигунда. Те имат пет деца:
- Юта († 1422), омъжена на 10 юни 1408 г. за граф Юлиус фон Вунсторф-Винценбург († сл. 1463)
- Конрад VII († 26 септември 1426), господар на Дипхолц, женен пр. 31 октомври 1406 г. за графиня Ирмгард фон Хоя († 1416)
- Ирмгард († 24 март 1426), омъжена на 24 април 1399 г. за граф Конрад IV фон Ритберг († 1428)
- Рудолф († 24 март 1455), катедрален приор в Оснабрюк (1412 – 1432), епископ на Утрехт (1423 – 1455), епископ на Оснабрюк (1454 – 1455)
- Йохан († сл. 1406)